# .ru
.ru là tên miền Quốc gia cấp cao nhất (ccTLD) của Nga được giới thiệu vào ngày 7 tháng 4, 1994.
Việc quản lý tên miền.ru được gán cho Viện Mạng công cộng Nga (RIPN). Tuy nhiên, từ ngày 14 tháng 3, 2005 hoạt động của cơ quan đăng ký trực tiếp dưới.ru được thực hiện bởi RU-CENTER trong khi RIPN thực hiện đăng ký với tên miền cấp 3 dưới .com.ru,.net.ru,.org.ru & .pp.ru.
Công ty RELCOM cũng đưa ra đăng ký tên cấp 3 dưới các tên miền cấp 2 khác nhau như.msk.ru (Moskva), trong khi Macomnet Telcom đề nghị đăng ký cấp 3 dưới.int.ru.
RU-CENTER cũng quản lý việc đăng ký cho tên miền .su, tên miền cấp cao nhất của Liên Xô cũ, được dự định sẽ bị xóa vì đại diện cho một Quốc gia không còn tồn tại, nhưng hiện nay vẫn chấp nhận đăng ký với .ru;tính hợp pháp và sự sở hữu tên miền .su bị phản đối bởi ICANN (Chính phủ Nga), và vài cơ quan thương mại của Nga.
Hiện nay có nhiều trang web của Nga sử dụng tên miền .рф. Tên miền nay ra đời cùng với tên miền .中国 (giản thể) và .中國 (phổn thể) cùng với .укр (Ukraine), .бг (Bungary), .срб (Seriba) và sắp tới là cho Nhật và Hàn Quốc